# Ängeså sameby

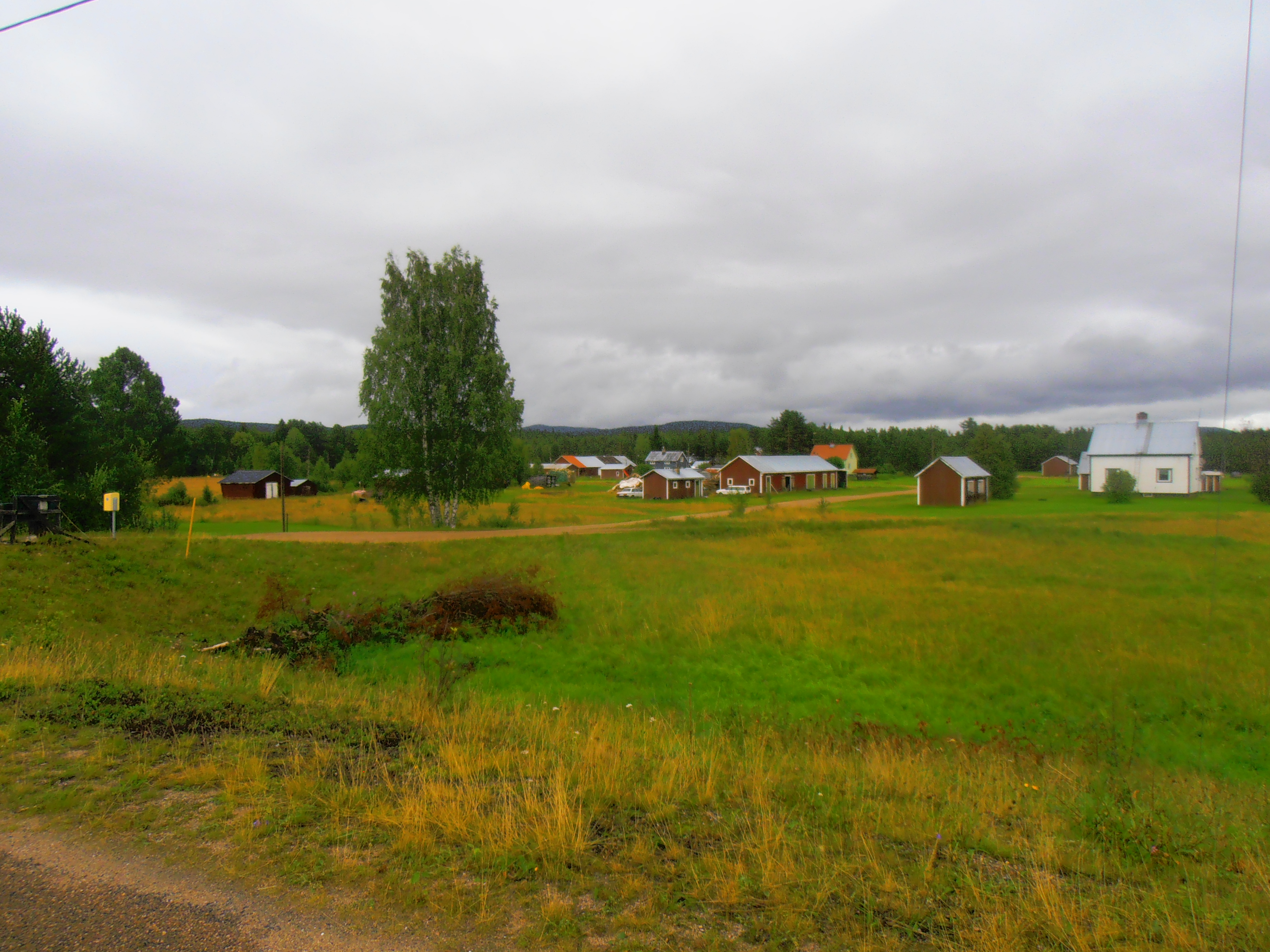
Ängeså sameby.
Fotot taget i augusti 2016.

Ängeså sameby är en koncessionssameby huvudsakligen belägen i Överkalix kommun i Norrbottens län samt till en mindre del i Pajala kommun. Byns område omfattar 2 268 km2.
Liksom i andra svenska samebyar utövas renskötseln av samer, men speciellt för koncessionssamebyar är att icke-samer kan vara ägare till en del av renarna, s.k. skötesrenar. Den renskötsel som bedrivs i koncessionssamebyarna är skogsrenskötsel, vilket innebär att renarna hålls i skogslandet året om.

## Historia
På 1880-talet bildades en renägarförening i Överkalix m.fl. platser vilka blev förebilder för samebyarna.
När koncessionssamebyarna inrättades genom länskungörelsen 1933 hörde Ängeså samebys område till Kalix lappby, som bestod av två koncessionsområden: Ängeså och Kälvjärv. Det förstnämnda blev sedermera Ängeså sameby medan det sistnämnda blev Kalix sameby. I slutet av 1940-talet fanns inom Ängesåområdet fyra renskötarfamiljer, två bosatta på egen gård i Storbäcken, en i hyrd lägenhet i Lansån och en på ett eget torp i Juoksuvaara. Antalet renar uppgick till 1 445, varav 486 egna fördelade på sju ägare och 959 skötesrenar fördelade på 96 ägare.